# Зал позора Голливуда
Зал позо́ра Голливу́да: са́мые дорогосто́ящие прова́лы в исто́рии кино́ (англ. The Hollywood hall of shame : the most expensive flops in movie history) — книга Гарри и Майкла Медведа, вышедшая в 1984 году. Является продолжением  работ «Пятьдесят худших фильмов всех времён» и «Удостоенные „Золотой индюшки“», исследующих «плохие фильмы» и «кинематографические ошибки». 
В то время как в предыдущих книгах выбранные фильмы (странные и малобюджетные, а также эксплуатационное кино) оценивались авторами как плохие и нелепые, то в «Зале позора Голливуда» рассматриваются дорогостоящие фильмы с треском провалившиеся в прокате или имевшие другие катастрофические последствия.
Основную часть книги составляет их подробный разбор касательно возникших у съёмочной группы финансовых и производственных сложностей, приведших к перерасходованию больших денежных средств и в конечном итоге отторжению у массового зрителя. Компендиум нацелен на то, чтобы дать всесторонний обзор других закончившихся полной неудачей дорогостоящих кинопроектов, не представленных в основной части книги.

## Содержание
- Немой, но смертоносный
  - «Нетерпимость» (1916)
  - Quo vadis?[англ.] (1924)
  - «Ноев ковчег» (1928)
- Титаны и их игрушки
  - «Кейн и Мейбл» (1936)
  - «Под водой![англ.]» (1955)
  - «Завоеватель» (1956)
- Фашистские причуды
  - «Сципион Африканский[англ.]» (1937)
  - «Кольберг» (1945)
- Катастрофические дебюты
  - «Всем привет![англ.]» (1933)
  - «Искренне Ваш[англ.]» (1955)
- Несчастные влюблённые
  - «Отель „Империал“[англ.]» (1939)
  - «Дорогая Лили[англ.]» (1970)
- Жестокое обращение с ребёнком
  - «Доктор Дулиттл» (1967)
  - «Синяя птица» (1976)
- Пророки и страдальцы
  - «Величайшая из когда-либо рассказанных историй» (1965)
  - «Мухаммед — посланник Бога» (1976)
- Музыкальные феерии
  - «Золото Калифорнии» (1969)
  - «Музыку не остановить» (1980)
- Мания величия
  - «Врата рая» (1980)
  - «Инчхон» (1982)

## «Основной список»
В то время как основная часть книги подробно описывает те фильмы, который чьи истории производства и обстоятельства показались авторам заслуживающими внимания, в компендиуме «Основной список» представлена объективная подборка фильмов, ставших самыми дорогостоящими неудачами Голливуда.
- «Библия» (1966)
- «Большая среда» (1978)
- «Ватерлоо» (1970)
- «Великий Гэтсби» (1974)
- «Звезда[англ.]» (1968)
- «Изгоняющий дьявола 2» (1977)
- «Казино „Рояль“» (1967)
- «Когда время уходит» (1980)
- «Колдун» (1977)
- «Красные» (1981)
- «Лётчик» (1951–1957)
- «Маме[англ.]» (1974)
- «Метеор» (1979)
- «Мир цирка[англ.]» (1964)
- «Мятеж на „Баунти“» (1962)
- «Наконец-то любовь» (1975)
- «От всего сердца» (1982)
- «Последние дни Помпеи[англ.]» (1926)
- «Поднять Титаник[англ.]» (1980)
- «Рой» (1978)
- «Рэгтайм» (1981)
- «Тора! Тора! Тора!» (1970)
- «Тысяча девятьсот сорок первый» (1979)
- «Убийца дракона» (1981)
- «Хонки-Тонк шоссе[англ.]» (1981)
- «Человек из Ла Манчи[англ.]» (1972)
- «Энни» (1982)

## Издания книги
- Medved, M., Medved H. The Hollywood Hall of Shame: The Most Expensive Flops in Movie History. — Penguin Books, 1984. — 237 p. — ISBN 0-399-51060-5, ISBN 0-399-50714-0.